# TPG資本
TPG資本（英語：TPG Capital），原名德州太平洋集團（Texas Pacific Group），是美国最大的私人股权投资公司之一，由大卫·邦德曼、吉姆·科爾特和威廉·S·普萊斯三世於1992年創立。德州太平洋集團在沃斯堡、門洛帕克、三藩市、香港、莫斯科、上海、倫敦、孟買、新加坡、盧森堡、紐約、東京、墨爾本、巴黎、華盛頓均設有分部。
德州太平洋集團的业务主要是为公司转型、管理層收購和资本重组提供资金支持。集團所投资的行业包括傳播媒體與電訊、工業股票、科技，以及醫療護理。1994年成立子公司新桥资本（Newbridge Capital），主要在亚洲和拉丁美洲投资。

## 重大投資
多年來，德州太平洋集團提議或進行了多項重大投資和交易：
- 1993年，大卫·邦德曼收購宣佈破產的美國大陸航空，隨即創立德州太平洋集團。
- 2002年7月，德州太平洋集團對漢堡王、貝恩資本和高盛資本夥伴進行了管理層收購。2005年，集團與新力公司和其他私人公司合資獲得了米高梅公司，而高端零售商內曼·馬庫斯亦收歸其下。德州太平洋集團亦持有百利鞋業（英语：Bally Shoe），並擁有寵物食品公司（英语：Petco）和J. Crew的股份。
- 2003年11月17日，安隆提議購買波特蘭通用電氣（英语：Portland General Electric）。但是，各界對負債的關注、猜測以至已發行的文件，均指出德州太平洋集團很可能擴大短期盈利，最終使公用事業的消費者蒙受損失。俄勒岡州的公用事業委員會（英语：Public Utilities Commission）的監控員因而在2005年3月10日否決有關的購買事宜。[來源請求]
- 2005年10月，德州太平洋集團以2,150萬美元購入越南的FPT集團（英语：FPT Group）約6%股權。该公司的主营业务是移动通讯服务以及移动电话的销售，值得一提的是该笔交易是TOM集团前首席执行官王兟成為德太合伙人後首宗參與的投資。[4]
- 2006年6月，德州太平洋集團藉助美國兒童電視巨富海姆·薩班（英语：Haim Saban），赢得了美國最大的西班牙語媒體──Univision的投標。但是，公司股東向有關交易提出控訴。[5]
- 2006年6月23日，德州太平洋集團和新橋投資集團確認，已致函香港的電訊盈科有限公司董事會，提交針對其電訊傳媒資產的收購建議書。[6]
- 2006年11月，據報，德州太平洋集團為了收購澳洲航空公司，與澳洲的麥格理銀行合組名為「澳洲航空伙伴（英语：Airline Partners Australia）」的國際財團。[7]
- 2006年12月1日，據報，德州太平洋集團和科爾伯格－克拉維斯－羅伯茨均著手研究可否對美國第二大零售商家得寶提出1,000億美元的融資合併。[來源請求]
- 2006年12月19日，哈拉斯娛樂（英语：Caesars Entertainment Corporation）宣佈，董事局投票接納阿波羅全球管理和德州太平洋集團以17億美元或每股90美元提出的收購。[8]
- 2007年，德州太平洋集團正與松下電器產業商談收購JVC。
- 2014年6月23日TPG資本以12.15億澳元收購戴德梁行
- 2014年11月17日德州太平洋集團以3.04億英鎊收購英國連鎖餐廳Prezzo
- 2015年5月11日TPG資本以20億美元收購高緯環球，其中包括義大利阿涅利家族（Agnelli Family）旗下的控股公司Exo持有的75%股權。高緯環球與該公司旗下的戴德粱行合併成全球最大的房地產服務公司，合併後將會以高緯環球作為新公司的品牌
- 2017年4月，TPG資本與英特爾合資，將原Intel Security事業改組並重回命名為McAfee，TPG資本掌握51%股份，由英特爾掌握49%股份。[9][10]
- 2019年7月31日TPG資本以13億美元出售和睦家醫療集團给新風天域集團和睦家醫療目前在北京、上海、廣州、天津、青島、杭州、博鰲等多城擁有9家醫院（2家在建）和14家診所。
- 2017年9月，TPG Capital收購了澳大利亞最大的合同研究機構Novotech Clinical Research的多數股權。[11]
- 2017年11月，TPG資本收購門多西諾農場（Mendocino Farms）；前Yard House首席執行官Harald Herrmann被任命為首席執行官。[11]
- 2021年2月25日，AT&T宣布將把DirecTV、U-verse 和AT&T TV合併為一個獨立的公司，將30%的股份出售給TPG Capital，同時保留新獨立公司70%的股份。[11]該交易於2021年8月完成。[12]
- 2023年3月至10月份，TPG從持股最高峰時的9.17%起，先後兩次減持鳳凰衛視至7.62%股權；2024年1月，TPG再出讓鳳凰衛視造價每股0.0083元，則較鳳凰衛視1月24日出貨時收市價0.25元，大折讓96.68%，前後三次減持行動，共套現近1013.82萬元。[13]

## 外部連結
- 德州太平洋集團